# Pave Clemens 5.
Bertrand de Got (1264 – 20. april 1314) var pave fra 1305 under navnet Pave Clemens 5. Efter sejren over Bonifacius 8. fik den franske kongemagt for alvor indflydelse på pavernes politik, da den franskfødte Clemens 5. blev pave. Han udvidede kardinalskollegiet, så italienerne kom i mindretal, og i 1309 flyttede han kurien til Avignon og indledte dermed pavedømmets 70 år lange “babyloniske fangenskab”. Også hans ophævelse af Tempelridderne i 1312 skyldtes pres fra den franske konge. I Den Guddommelige Komedie kalder Dante Clemens 5. for “et får uden lov” (Inferno, 19. sang).
| Efterfulgte: Benedikt 11. (1303-1304) | Pave 1305-1314 | Efterfulgtes af: Johannes 22. (1316-1334) |